# Зенобия на берегу Аракса
«Зенобия на берегу Аракса» (фр. Zénobie retrouvée par les bergers sur les bords de l'Araxe) — картина живописца XIX века Вильяма Бугро. Написана в 1850 году. В настоящее время картина находится в Школе изящных искусств в Париже. За эту картину в 1850 году молодой художник был номинирован на Римскую премию.
На картине изображена Зенобия (Зеновия) (I век нашей эры), царица Великой Армении, известная по «Анналам» Публия Тацита. Согласно истории Тацита Радамист, царь захваченной иберами Армении, пытался убить свою жену Зенобию, чтобы она не попала в руки врага, а затем бросил её в реку Аракс. Ещё живой, её нашли пастухи, которые перевязали её раны и отвезли в Артаксату, откуда она отправилась на встречу с Тиридатом I.
Подготовительные рисунки к работе сохранились в Школе изящных искусств и Музее Орсе.